# Elliptio lanceolata
Elliptio lanceolata är en musselart som först beskrevs av I. Lea 1828.  Elliptio lanceolata ingår i släktet Elliptio och familjen målarmusslor. IUCN kategoriserar arten globalt som nära hotad. Inga underarter finns listade i Catalogue of Life.